# Kjell Hovda
Kjell Hovda, né le 27 octobre 1945 à Veggli, est un biathlète norvégien.

## Biographie
Aux Jeux olympiques d'hiver de 1976, il se classe dix-huitième de l'individuel et cinquième du relais.
Frère cadet de Kåre Hovda, il remporte avec lui la médaille de bronze aux Championnats du monde 1974, un an après avoir remporté la médaille d'argent dans cette épreuve.
Il a ensuite été entraîneur et commentateur à la télévision norvégienne NRK.

## Palmarès

### Championnats du monde
- Championnats du monde de 1973 à Lake Placid (États-Unis) :
  -  Médaille d'argent au relais 4 × 7,5 km.
- Championnats du monde de 1974 à Minsk (Union soviétique) :
  -  Médaille de bronze au relais 4 × 7,5 km.